# Nausícaa

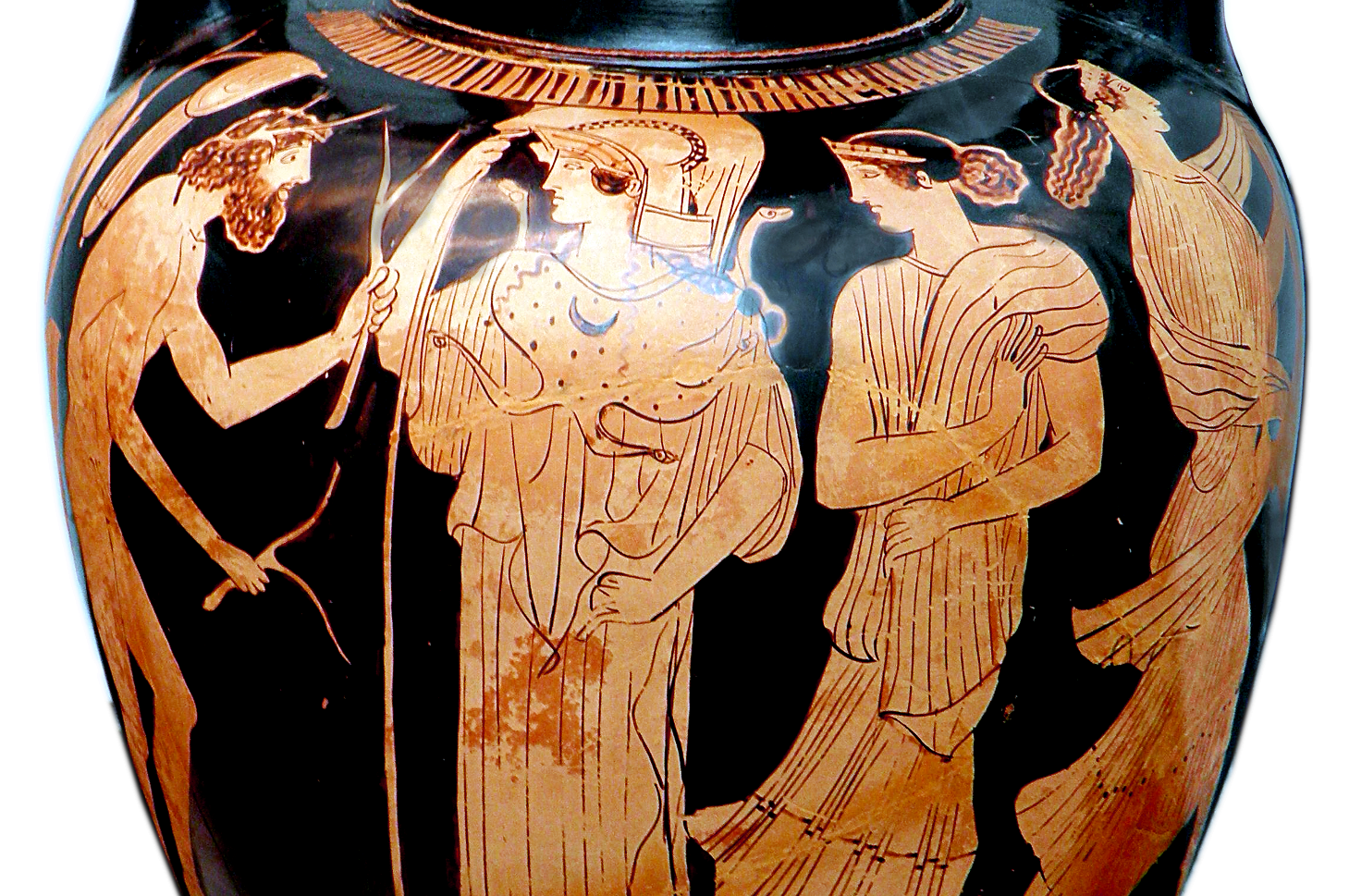
Nausicaa (segunda desde la derecha) con Athena y Odiseo. Ánfora Atica de figuras rojas (c. 440 a. C.).

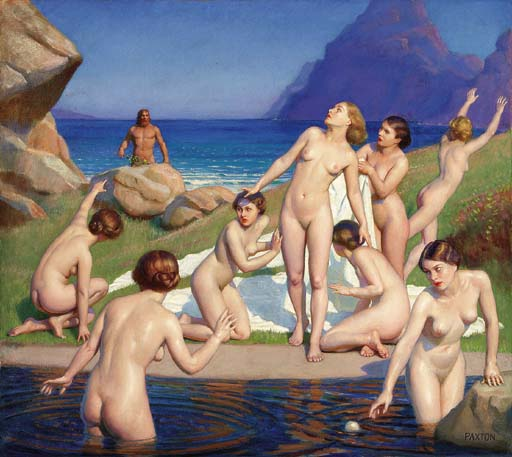
Nausícaa, ca. 1941,
Pintura al óleo sobre lienzo del pintor impresionista estadounidense
William McGregor Paxton (1869 - 1941).

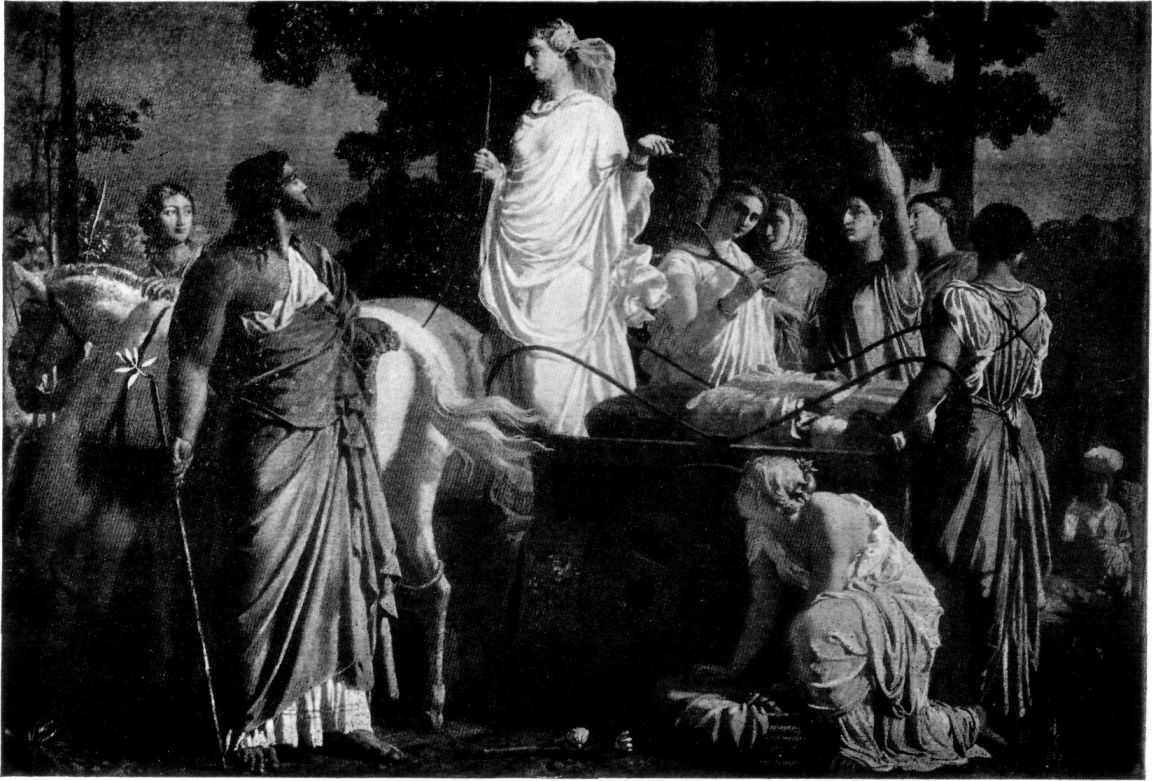
Odiseo y Nausícaa,
obra de Charles Gleyre.

Nausícaa o Nausica (en griego antiguo, Ναυσικάα) es un personaje de la Odisea. Es hija de Alcínoo, rey de los feacios, y de su esposa la reina Arete. Su nombre compuesto por ναῦς naos ‘barco’ y κάω/καίω ‘quemar’, significaría ‘la que quema barcos’. 
Preparando las posibles cercanas nupcias, aconsejada por Atenea en un sueño que le propicia, va al río a lavar los vestidos con la compañía de varias esclavas. Nausícaa encuentra en la playa a Odiseo, quien ha naufragado, y lo lleva a presencia de su padre. Odiseo relata sus aventuras a Alcínoo a lo largo de una parte significativa de la Odisea, y Alcínoo le proporciona las embarcaciones que lo llevarán finalmente a Ítaca.
Según una tradición que no consta en la Odisea, Nausícaa se casó con Telémaco, hijo de Odiseo, y tuvo un hijo llamado Persépolis o Ptoliporto.

## El mito en la cultura popular
- Goethe a su drama inacabado Nausícaa (Nausikaa. Ein Trauerspiel, 1827). [4]
- Joan Maragall en su obra póstuma Nausica (1908-1911).
- Robert Graves, en su obra La hija de Homero (1955).[5]